# Coelocaryon botryoides
Coelocaryon botryoides là một loài thực vật có hoa trong họ Myristicaceae. Loài này được Vermoesen mô tả khoa học đầu tiên năm 1923.